# Retrô
Theme (Aeroporto Internacional 
de Los Angeles) exemplo de 
arquitetura retrofuturista.
Retrô ou Retro é um estilo cultural desatualizado ou velho, uma tendência, hábito, ou moda do passado pós-moderno global, mas que com o tempo se tornam funcional ou superficialmente a norma mais uma vez.

## Origem
A palavra "retro" deriva do prefixo latino retro, que significa "para trás" ou "em tempos passados" — particularmente como visto na forma de palavras retrógradas, o que implica num movimento em direção ao passado, em vez de um progresso em direção ao futuro e, a posteriori, referindo-se um olho crítico ou nostálgico do passado.
No período pós Segunda Guerra Mundial, houve um aumento no uso do termo com o aparecimento do retrorocket (abreviação de "foguete retrógrado", um foguete cujo impulso dá-se numa direção oposta à do movimento orbital de uma nave espacial), palavra usada pelo programa espacial norte-americano na década de 1960.
Na França, a palavra "rétro" é uma abreviação para rétrospectif ganhou moda cultural com reavaliações de Charles de Gaulle e do papel da França na Segunda Guerra Mundial. O modo "rétro francês" da década de 1970 foi reavaliado nos cinemas e em novelas, tendo por tema a conduta dos civis franceses durante a ocupação nazista. O termo rétro foi logo aplicado à moda nostálgica francesa, uma recordação desse mesmo período.
Pouco depois foi introduzido no Inglês pela moda e cultura de imprensa, onde se sugere um renascimento bastante cínico, mas mais em relação às modas relativamente recente. (Elizabeth E. Guffey Retro: A Cultura do Renascimento, pp. 9-22). Em Simulacros e Simulação, o teórico francês Jean Baudrillard descreve "retro" como uma desmitologização do passado, distanciando-a de presente às grandes ideias que levaram a "idade moderna".

## Uso
"Retro" pode ser usado para designar simplesmente o "old fashioned" ou velho, funcionando como "eterno" ou "clássico". Ele também tem sido associada com o modernismo nos anos do pós-guerra, abrangendo uma estética que varia de tailfins em Cadillacs às casas de fazenda. Às vezes, pode também sugerir uma perspectiva sobre a vida inteira, por exemplo, o conservadorismo social, educação em casa, ou o abraço dos papéis tradicionais de cada gênero (mulher como dona de casa e homem como provedor).
"Retro" também pode ser aplicado a formas de obsolescência tecnológica, como, por exemplo, máquinas de escrever manuais, caixas registradoras, volumosos celulares à mão, ou a ressurreição de jogos de computador velho. Mas, mais comumente, retro é usado para descrever objetos e atitudes do passado recente que não parecem mais "modernos". Sugere-se uma mudança fundamental na maneira como nos relacionamos com o passado. Diferente de formas mais tradicionais de revivalismo, retro sugere um meio irônico, e conta saudade da metade dos últimos anos. Ela tem sido chamada de "nostalgia sentimental", recordando formas "modernas" que não são mais atuais. Retro, por vezes, também se refere à era dos anos cinquenta, os "anos dourados".
Hoje em dia é muitas vezes usado num sentido positivo, referindo-se aos produtos ou atrativos peculiares que não estão mais disponíveis. Por exemplo, "moda retrô" ou "Retro Chic" pode consistir de estilos desatualizados, como camisetas tie-tingidas da década de 1960, ou saias poodle da década de 1950. Um amor de objetos retro (coisas do passado) é chamado retrofilia. Retro muitas vezes reflete uma sensibilidade alinhado com o "camp". "Camp" é uma atitude irônica, uma explícita re-introdução do estilo dessas formas. Retro não-dominante é comum com os aviadores.

## Tipos específicos de retro

### Arte Retro (Retro Art)
O estilo agora chamado de "arte retro" é um gênero de arte pop, que foi desenvolvido nos anos 1940 e 1950, em resposta a uma necessidade de negrito, os gráficos atraentes que eram fáceis de reproduzir em prensas simples disponível na época nos grandes centros. Retro arte publicitária experimentou um ressurgimento na popularidade desde o seu estilo é distinto do estilo geradas por computadores modernos.
Talvez o exemplo mais famoso de uma personagem de arte pop-retrô é a forma mais generalizada da JR Ward Cleaver estilo "Bob" ícone Dobbs-esque que tem sido amplamente jogado fora, copiada e parodiada.

### Retrogaming
Retrogaming (que poderia ser entendido como "Jogos retros") é um passatempo que está se tornando cada vez mais popular onde as pessoas jogam videogames em computadores ou consoles vintage de jogo, embora o que constitui uma máquina vintage ou retrô está aberta ao debate. Normalmente os jogadores mais retrôs são interessados em consolas: Atari 2600, Nintendo Entertainment System, Mega Drive, Dreamcast, Super Nintendo, Game Boy ou computadores: Atari ST, Commodore Amiga, Zx spectrum, MSX.
Emulação muitas vezes desempenha um papel de retrogaming se o hardware original não está disponível.

### Carros Retro (Retro Cars)
Carros Retro são os veículos que carregam características inspiradas pelos carros do passado, todavia guardando, discretamente, aspectos tecnologicamente modernos.
A frase também é usada, nesse contexto, para indicar carros cujo design, antes ultrapassado, volta à moda.

### Moda Retro (Fashion Retro)
Moda Retro, também chamado Fashion Retro ou New old (Novo velho), é um estilo de vestuário que consiste em usar roupas usadas no passado. Esta forma de vestuário, muitas vezes, inclui roupas e acessórios que são característicos de determinado período, que marcaram época; muitas pessoas usam de forma exagerada e em combinações com roupas atuais. Exemplos são: bolsas de couro dos anos 50, jeans Boca de Sino, grandes óculos, chapéus, jaquetas funky (vulgarmente Adidas Classics) e sapatos, gravatas de pequeno porte, lenços chiffon, equipamentos desportivos, etc. Maquiagem também pode ter uma parte na moda retro feminina, com os pontos focais estando fortemente alinhados aos olhos e batom vermelho, penteados como Pompadourss, rabos de cavalo, e ducktails podem ser adotadas, bem como os estilos que o modelo das estrelas de cinema dos anos 1940 e 1950.

### Retro erótico
Retro erótico é geralmente uma fotografia no estilo pinups ou pornografia normalmente datando da década de 1970 ou anterior. Ele varia de "hardcore" a fotografia não-nua de pinup, muitas vezes com lingerie, tais como cintas, sutiãs e cintas-ligas, bala e mangueira com penteados, maquiagem e adereços formado após esses períodos. Alguns aficionados distinguir retro (fotografia moderna em um estilo mais antigo) do vintage (fotos em período real ou filme), enquanto outros combinam os dois, retro ou vintage. Há uma série de sites dedicados a ambos os tipos.

### Retro Esporte (Sport Retro)
Um específico e claro exemplo desta tendência é a maneira em que o vestuário desportivo dos anos 1970 e 1980 são usadas hoje em dia. Coletes de futebol, camisolas e t-shirts com logos antigos das associações de futebol são muito populares, os seus desenhos comumente lembram os velhos tempos usando linhas nas laterais e combinações de cores características da época. Um caso específico é o Copa do Mundo de 1970, realizada no México. Seu logotipo e tipo de fonte é usada em uma variedade de artigos de vestuário desportivo retro. Marcas como Adidas, Puma e Nike têm suas próprias divisões especializadas de produtos retro. Alguns clubes de futebol, beisebol e basquete também têm re-editado o seu vestuário antigo para aumentar suas vendas.

### Retro Music
Retro, durante a década de 1990, se refere a um novo gênero musical, conhecido como Retro Music, especialmente música e dança popular de época dos Estados Unidos, e originalmente chamada música new wave, que foi em parte uma consequência do gênero punk rock do final dos anos 1970 e início de 1980 e gênero psicodélico do final dos anos 1960. Muitas das canções e álbuns denominado retro no momento aconteceu durante o grande avanço no desenvolvimento da produção de música eletrônica (ou seja, com computadores e equipamentos eletrônicos — ou música eletrônica — e não tanto com instrumentos tradicionais ou electromecânica) e a popularização deste tipo de música no mainstream. Ideias de como amplo e inclusivo da categoria de música Retro é variado, no entanto, não todas as músicas-nem todas as músicas de dança — a partir da década de 1990 foram considerados música Retro. Atualmente, de fato, a música retro se refere apenas a música que saiu da era retro. Este estilo psicodélico da música ainda é muito ouvido hoje.

## Retrô, Vintage e Antiguidade: as diferenças
O enquadramento de peças de vestuário no conceito de moda vintage e moda retrô ainda é bastante controverso. Isto ocorre porque frequentemente o termo moda vintage é atribuído comercialmente a coleções recentes, mas que não possuem referências precisas a estilos utilizados no passado.
É comum a combinação de itens autênticos e de reproduções atuais para alcançar o visual esperado.
De maneira ampla, têm-se as seguintes convenções para estes termos:
- Antiguidade é qualquer peça que tenha, ao menos, 100 anos de idade;

- Vintage é qualquer peça que tenha pelo menos 20 anos e menos de 100 anos, pois, a partir de 100 anos a peça já é considerada antiguidade;

- Retrô é uma reprodução de estilos antigos, com confecção atual. Neste conceito, enquadram-se tanto as peças que são reproduções fiéis e precisas de figurinos do passado, quanto as peças consideradas inspirações, ou seja, recriações livres de figurinos do passado. Estes últimos podem não se restringir a um único período histórico, mas conter referências de décadas distintas em um único item ou figurino.